# Chersonské regionální vlastivědné muzeum
Chersonské regionální vlastivědné muzeum (ukrajinsky Херсо́нський обласни́й краєзна́вчий музе́й) je muzeum v Chersonu. Je největší muzejní institucí v Chersonské oblasti na Ukrajině.

## Historie instituce
První muzeum v Chersonu vzniklo roku 1890 jako Archeologické muzeum Chersonského zemského statistického výboru. To se později změnilo na historické regionální muzeum, které bylo roku 1963 sloučeno s místním přírodovědným muzeem, čímž vzniklo muzeum v současné podobě. Roku 2022 bylo muzeum vykradeno ruskými vojáky během okupace Chersonu a sbírkové předměty byly odvezeny na Krym.

## Sbírka
Před vykradením se v muzeu nacházelo 173 000 sbírkových předmětů. Jednalo se o sbírky archeologické, numismatické, raně novovověké militárie, nábytek, porcelán, knihy, rukopisy a dermoplastiky. Jedním z největších předmětů byla 30 metrů dlouhá kostra velryby.

## Galerie
- Archeologická sbírka původního muzea v roce 1912
- Vykradená expozice
- Vykradená expozice